# Erard I van Brienne
Erard I van Brienne (circa 1070 - tussen 1114 en 1125) was van 1090 tot aan zijn dood graaf van Brienne. Hij behoorde tot het huis Brienne.

## Levensloop
Erard I was de oudste zoon van graaf Wouter I van Brienne uit diens huwelijk met Eustachia van Tonnerre, vrouwe van Bar-sur-Seine. Na de dood van zijn vader rond het jaar 1090 werd hij graaf van Brienne.
Net als zijn vader lag hij in conflict met de Abdij van Montier-en-Der, wiens rechten hij had geschonden. Uiteindelijk moest graaf Hugo I van Champagne gewapenderhand ingrijpen om het conflict te beëindigen. Ook stichtte hij in 1112 de Abdij van Beaulieu, die zich in Trannes bevond.
Erard startte de kruisvaarderstraditie van zijn familie. Vanaf 1097 nam hij deel aan de Eerste Kruistocht. Vermoedelijk nam hij deel aan het Beleg van Jeruzalem, waarna hij in 1101 terugkeerde naar zijn gebieden in het graafschap Champagne. Volgens een oorkonde van de Abdij van Montier-en-Der trok Erard in 1114 opnieuw op kruistocht naar Palestina, waar hij vermoedelijk ook stierf. Hij werd bijgezet in de Abdij van Montier-en-Der.
Zijn zoon Wouter II werd in 1125 voor het eerst genoemd als graaf van Brienne.

## Huwelijk en nakomelingen
Erard was gehuwd met Alix, dochter en erfgename van heer Andreas van Ramerupt. Ze kregen volgende kinderen:
- Wouter II (1095-1156/1161)
- Gwijde (overleden tussen 1143 en 1147)
- Felicitas, huwde eerst in 1110 met heer Simon I van Broyes en daarna in 1142 met heer Godfried III van Joinville